# Irish Independent
L’Irish Independent est un quotidien irlandais. Il a la particularité d'être publié sous deux formes : le tabloïd et le journal. Il se réclame politiquement de droite, catholique et nationaliste.

## Histoire
Il fut fondé en 1905, par William Martin Murphy (en), homme d'affaires irlandais controversé. Il succédait au Daily Irish Independent, un journal parnellite des années 1890.
Il soutient alors, et pendant de nombreuses années, le parti Cumann na nGaedhael, puis son successeur, le Fine Gael.
En 1924, le Freeman's Journal, journal nationaliste, fusionne avec l’Irish Independent.
Dans les années 1970, il est repris par Tony O'Reilly, dirigeant de Heinz. Il devient alors le journal le plus populaire d'Irlande. Au milieu des années 1990, il rompt son attachement au parti Fine Gael.

## Ligne éditoriale
L’Irish Independent regroupe de nombreux journalistes connus de la presse écrite : Kevin Myers, David McWilliams, David Quinn, Mary Kenny, and Ian O'Doherty, Sam Smyth, Justine McCarthy.
Ce journal travaille en étroite collaboration avec le Sunday Independent. Ils font partie du groupe de presse Independent News & Media, qui regroupe le Evening Herald, l’Irish Daily Star (édition irlandaise), le Sunday World (exclusivement un tabloïd)), et autres journaux locaux. Ce groupe gère 67 % des journaux quotidiens irlandais, et 87 % des journaux vendus le dimanche.
L’Irish Independent a publié 164 302 exemplaires pendant les six premiers mois de 2005, avec cependant une différence entre l'édition de journal grand format (82 771) et l'édition tabloïd (81 431). Cette dernière a été lancée 2004 et connaît un franc succès.
Son principal concurrent est The Irish Times, fondé en 1859.

## Comic strip
Au cours du XXe siècle il publie le comic strip Curly Wee and Gussie Goose, dont il rassemble les dessins dans un album annuel à partir de 1940 à l'attention d'un jeune public.